# Donau-Iller Bank
Die Donau-Iller Bank eG ist eine deutsche Genossenschaftsbank mit Sitz in Ehingen (Donau) im Alb-Donau-Kreis (Baden-Württemberg).

## Geschichte
Die Donau-Iller Bank eG ist im Jahre 2014 aus der Fusion der Ehinger Volksbank eG mit der Raiffeisenbank Donau-Iller eG hervorgegangen. Gegründet wurde die Genossenschaftsbank im Jahr 1869.

## Rechtsgrundlagen
Rechtsgrundlagen der Bank sind ihre Satzung  und das Genossenschaftsgesetz. Die Organe der Genossenschaftsbank sind der Vorstand, der Aufsichtsrat und die Vertreterversammlung. Die Bank ist der Sicherungseinrichtung des Bundesverbandes der Deutschen Volksbanken und Raiffeisenbanken e.V. angeschlossen, die aus dem Garantiefonds und dem Garantieverbund besteht.

## Niederlassungen
Die Donau-Iller Bank eG ist im südlichen Alb-Donau-Kreis mit ihren Geschäftsstellen vertreten.